# FBK 001 Trutnov
FBK 001 Trutnov byl ženský florbalový klub z Trutnova.
Tým žen v sezónách 2003/2004 a 2010/2011 až 2011/2012 hrál nejvyšší ženskou soutěž.
Po spojení s oddílem F.B.C. Nové Město nad Metují hrál oddíl v sezóně 2011/2012 pod názvem FBK 001 Trutnov-Nové Město. Klub zanikl z finančních důvodů, poté co ženy v sezóně 2011/2012 sestoupily.

## Tým žen
| Sezóna    | Úroveň | Soutěž    | Umístění | Poznámka |
| --------- | ------ | --------- | -------- | --- |
| 2002/2003 | 2      | 2. liga   |          | Postup do vyšší ligy |
| 2003/2004 | 1      | 1. liga   | 11.      | Třetí místo ve skupině o udržení – Sestup do nižší ligy                                                                     |
| 2004/2005 | 2      | 2. liga   |          | [ 7 ] |
| 2005/2006 | 2      | 2. liga   |          | Sestup do nižší ligy |
| 2006/2007 | 3      | 2. liga   |          | [ 9 ] |
| 2007/2008 | 3      | 2. liga   |          | Postup do vyšší ligy |
| 2008/2009 | 2      | 1. liga   |          | [ 10 ] |
| 2009/2010 | 2      | 1. liga   |          | Postup ze čtvrtého místa Divize I místo nepřihlášeného druhého týmu SK Jihlava (třetí B tým FbŠ Bohemians postoupit nemohl) |
| 2010/2011 | 1      | Extraliga | 10.      | Druhé místo ve skupině o udržení                                                                                            |
| 2011/2012 | 1      | Extraliga | 10.      | Druhé místo ve skupině o udržení – Sestup do nižší ligy – Zánik klubu                                                       |